# Грейт-Скотт (тауншип, Миннесота)
Грейт-Скотт (англ. Great Scott) — тауншип в округе Сент-Луис, Миннесота, США. На 2000 год его население составило 622 человека.

## География
По данным Бюро переписи населения США площадь тауншипа составляет 166,9 км², из которых 163,5 км² занимает суша, а 3,5 км² — вода (2,08 %).

## Демография
По данным переписи населения 2000 года здесь находились 622 человека, 242 домохозяйства и 171 семья. Плотность населения —  3,8 чел./км². На территории тауншипа расположено 275 построек со средней плотностью 1,7 построек на один квадратный километр. Расовый состав населения: 96,14 % белых, 0,96 % коренных американцев, 0,16 % — других рас США и 2,73 % приходится на две или более других рас. Испанцы или латиноамериканцы любой расы составляли 2,25 % от популяции тауншипа.
Из 242 домохозяйств в 29,8 % воспитывались дети до 18 лет, в 60,7 % проживали супружеские пары, в 5,4 % проживали незамужние женщины и в 29,3 % домохозяйств проживали несемейные люди. 25,2 % домохозяйств состояли из одного человека, при том 9,1 % из — одиноких пожилых людей старше 65 лет. Средний размер домохозяйства — 2,56, а семьи — 3,02 человека.
25,9 % населения — младше 18 лет, 6,6 % — в возрасте от 18 до 24 лет, 24,9 % — от 25 до 44, 29,7 % — от 45 до 64, и 12,9 % — старше 65 лет. Средний возраст — 41 год. На каждые 100 женщин приходилось 102,6 мужчин. На каждые 100 женщин старше 18 приходилось 99,6 мужчин.
Средний годовой доход домохозяйства составлял 38 438 долларов, а средний годовой доход семьи —  51 618 долларов. Средний доход мужчин —  41 458  долларов, в то время как у женщин — 23 906. Доход на душу населения составил 18 106 долларов. За чертой бедности находились 9,9 % семей и 12,5 % всего населения тауншипа, из которых 18,9 % младше 18 и 4,4 % старше 65 лет.